# Sergej Teterjatnikov
Sergej Alexandrovič Teterjatnikov (in russo: Сергей Александрович Тетерятников; Mineralovodskij rajon, 19 dicembre 1988) è un cosmonauta russo.
Nel 2021 è stato selezionato come cosmonauta del Gruppo 18 di Roscosmos.